# 천부항
천부항은 경상북도 울릉군 북면 천부리에 있는 어항이다. 울릉도 북동쪽에 위치하며, 마을은 북면 소재지이다. 옛날부터 선창이 있었던 곳이라 예선창이라 하였고 한때는 울릉도 오징어잡이 배들의 중심어항이었다. 1972년 2월 7일 지방어항으로 지정하여 관리하고 있다. 시설관리자는 울릉군수이다.

## 어항 연혁
- 천부는 조선시대에 왜선들이 이곳에서 배를 만들고 고기를 잡고 진수 귀목을 도벌하여 많이 운반하여 갔기 때문에 왜선창이라 하였으며, 또 옛날부터 있었던 선창이란 뜻에서 옛 선창이라고도 하였다. 이후 동명을 정할 때 천부라고 하였다.
- 천부항 주변에는 차가 다니는 길가에 풍혈이 있는데 이 풍혈은 땅 밑으로 흐르는 지하수의 찬 공기가 바위틈으로 용출되어 항상 섭씨 4℃를 유지하므로 봉래폭포 풍혈과 마찬가지로 여름에는 시원하고, 겨울에는 따뜻하게 느껴지는 곳이다. 천부항의 풍혈은 주민들의 휴식처로 사랑받던 곳이며, 지금도 관광객이나 주민들로부터 많은 사랑을 받고 있다.

## 항해 정보
- 목표물로는 백색 원형의 천부항 방파제등대가 좋다. 이 등대에서 북동쪽 약 650m지점에 4.9m의 독립된 수림이 존재한다. 안벽수심 2~3.5m로 어선의 접안이 가능하다. 항내는 협소하고 수심은 1~3.5m, 저질은 바위로 형성되어 있으며, 북풍 이외네는 소형어선의 피항지로 적합하다.

## 어항 시설
- 방파제 315m와 물양장 245m가 축조되어 있으며, 급유는 면세유류(저동에서 공급)가 있고, 급수는 자체 조달, 선박 수리는 저동의 조선소를 이용하고, 급유소 옆에 폐유류수거함이 있으며, 울릉수협(저동)에서 수거한다.

## 교통 정보
- 저동에서 섬목 간에 926번 지방도가 해안을 따라 연결되고 버스가 왕복하여 운행한다.

## 여행 정보
- 숙박시설은 여관, 민박이 가능하며, 식당은 4개소가 있다. 울릉도에서 유일하게 평지를 이룬 나리분지와 너와 지붕을 한 투막집, 울릉국화, 울릉도 3대 비경중 하나인 삼선암, 관음굴, 천부동의 풍혈 등이 있다.

## 주요 어종
- 오징어, 방어, 돔, 소라, 전복, 해삼